# Álvaro Tierno
Álvaro Tierno Román (Zaragoza, Aragón, España, 30 de octubre de 1992), más conocido como Tierno, es un exfutbolista español. Jugaba en la posición de centrocampista.

## Trayectoria
Se formó en la cantera del Real Zaragoza, al que llegó en categoría infantil hasta dejar el club maño por dos años en 2011. Competiría ya en categoría absoluta un año en el Universidad-Real Zaragoza "C", segundo filial zaragocista, y otro en el Club Deportivo Sariñena, ambos en Tercera División. En 2013 vuelve a la disciplina zaragocista para jugar con el Real Zaragoza "B", también en Tercera, coincidiendo con su entrenador del año anterior Emilio Larraz.
Debuta en el fútbol profesional con el Real Zaragoza en Segunda División en la temporada 2013-14 el 17 de mayo de 2014, durante el encuentro contra el Sabadell en el Estadio de La Romareda, comenzando el mismo como titular en dicho partido, que finalizaría con empate a dos.

## Clubes
| Club              | País   | Año       |
| ----------------- | ------ | --------- |
| Real Zaragoza "C" | España | 2011-2012 |
| C. D. Sariñena    | España | 2012-2013 |
| Real Zaragoza "B" | España | 2013-2015 |
| C. D. Ebro        | España | 2015-2016 |
| S. D. Tarazona    | España | 2016-2017 |